# Сосницька волость (Сосницький повіт)
Сосницька волость — історична адміністративно-територіальна одиниця Сосницького повіту Чернігівської губернії з центром у повітовому місті Сосниця.
Станом на 1885 рік складалася з 21 поселення, 14 сільських громад. Населення — 9532 осіб (4791 чоловічої статі та 4741 — жіночої), 1642 дворових господарства.
|                     | Площа, десятин | У тому числі орної, дес. |
| ------------------- | -------------- | ------------------------ |
| Сільських громад    | 8745           | 4843                     |
| Приватної власності | 5044           | 1840                     |
| Казенної власності  | 3272           | —                        |
| Іншої власності     | 85             | 70                       |
| Загалом             | 17146          | 6753                     |

Основні поселення волості:
- Бутівка — колишнє державне село, 739 осіб, 110 дворів, постоялий будинок.
- Велике Устя — колишнє державне та власницьке село, 805 осіб, 126 дворів, православна церква, постоялий будинок, вітряний млин, крупорушка.
- Загребелля — колишнє державне та власницьке село при річці Убідь, 527 осіб, 102 двори, православна церква.
- Змітнів — колишнє власницьке державне та власницьке село, 1210 осіб, 202 двори, православна церква, постоялий двір, постоялий будинок, вітряний млин, крупорушка.
- Купчичі — колишнє державне та власницьке село при річці Десна, 442 особи, 77 дворів, православна церква, постоялий двір.
- Мале Устя — колишнє власницьке державне село, 226 осіб, 39 дворів, православна церква.
- Спаське — колишнє державне та власницьке село при річці Десна, 882 особи, 150 дворів, православна церква, постоялий будинок.

1899 року у волості налічувалась 21 сільська громада, населення зросло до 10241 особи (5200 чоловічої статі та 5041 — жіночої).